# فرانک دوبوسک
فرانک دوبُسک (به فرانسوی: Franck Dubosc) (زاده ۷ نوامبر ۱۹۶۳) بازیگر فرانسوی است.
از فیلم‌های معروف او می‌توان به بازی در فیلم آستریکس در بازی‌های المپیک، ایزنوگود، بسته خانوادگی و معجون زمان ۴ اشاره کرد.